# Joan Tugores i Ques
Joan Tugores i Ques (Palma, 1953) és un catedràtic de ciències econòmiques i rector de la Universitat de Barcelona (2001-2005).

## Biografia
Joan Tugores es llicencià en Dret (1975) i en Ciències Econòmiques (1975) per la Universitat de Barcelona, i es doctorà en Ciències Econòmiques (1980), també per la mateixa universitat.
Exercí de professor del Departament de Teoria econòmica des de 1977, esdevenint catedràtic d'Economia des de 1986.
Ocupà els càrrecs de degà de la Facultat d'Econòmiques (1993-1998) i el de rector de la Universitat de Barcelona (2001-2005). És especialista en Economia Internacional i ha publicat diversos llibres i articles sobre aquest tema. Per altra banda, ha estat president del Comitè de Normativa i Ètica del Col·legi d'Economistes de Catalunya i publica regularment en mitjans de comunicació generals i especialitzats, com La Vanguardia i Expansión. L'any 2018 el Col·legi d'Economistes de Catalunya el va distingir col·legiat de mèrit.

## Publicacions
- Tugores Ques, Juan. Cambio 1: economía : bachillerato, primer curso, humanidades y ciencias sociales. Barcelona: Vicens Vives, 2005. ISBN 8431664606. Disponible a: Catàleg de les biblioteques de la UB.
- Tugores Ques, Juan. Canvi : economia : batxillerat. Barcelona: Vicens Vives, 2005. ISBN 8431680202. Disponible a: Catàleg de les biblioteques de la UB.
- Tugores Ques, Juan. Competitivitat i cohesió social en un món global. Barcelona: Caixa Catalunya, 2006. Estudis Caixa Catalunya, 003. Disponible a: Estudis Catalunya Caixa Arxivat 2014-10-06 a Wayback Machine..
- Tugores Ques, Juan. Crisi. Madrid: LID, 2009. Acción empresarial. Biblioteca d'innovació, universitats i empresa. ISBN 9788483561423. Disponible a: Catàleg de les biblioteques de la UB.
- Tugores Ques, Juan. Crisis: lecciones aprendidas... o no. Barcelona: Fundación Privada de Centros de Estudios Internacionales, 2010. Tribuna Internacional, 9. ISBN 9788497687836. Disponible a: Catàleg de les biblioteques de la UB.
- Tugores Ques, Juan. Economia. Barcelona: Vicens Vives, 2009. ISBN 9788431689353. Disponible a: Catàleg de les biblioteques de la UB.
- Tugores Ques, Juan. Economía: humanidades y ciencias sociales. Barcelona: Vicens Vives, 2008. ISBN 9788431689230. Disponible a: Catàleg de les biblioteques de la UB.